# Волосатов, Егор Семёнович
Егор Семёнович Волосатов (род. 10 июня 1943, Нижнее Березово, Шебекинский район) — передовик советского сельского хозяйства, тракторист-машинист колхоза имени Кирова Шебекинского района Белгородской области, полный кавалер Ордена Трудовой Славы (1990).

## Биография
Родился 10 июня 1943 года в селе Нижнее Березово, ныне Шебекинского района Белгородской области. Начал работать в возрасте 13 лет, пас овец, затем ухаживал за колхозными телятами. Выполнял всю тяжёлую крестьянскую работу: вывозил на поля навоз, привозил солому, раздавал корм. Окончил 7 классов сельской школы.
В 1961 году прошёл обучение на курсах при училище механизации в селе Ютановка Волконовского района (ныне — Ютановский агромеханический техникум). Возвратившись в родной колхоз «Прогресс», стал работать механизатором. Молодому трактористу сразу машину не доверили, заметив трудолюбие парня стали поручать ему сборку и ремонт новой техники, которая начала активно поступать в 1960-е годы. В 22 года был назначен звеньевым по выращиванию сахарной свёклы. В 1974 году была намолочена первая тысяча тонн зерна. Волосатову было присвоено почётное звание «Лучший комбайнёр Шебекинского района», был награждён ценным подарком — мотоциклом «Днепр». Был первым в районе, кто осваивал новую сельскохозяйственную технику — комбайны: СК-4, «Колос», «Нива», «Дон-1500».
Указом Президиума Верховного Совета СССР от 14 февраля 1976 года был награждён орденом Трудовой Славы III степени.
Указом Президиума Верховного Совета СССР от 13 марта 1981 года был награждён орденом Трудовой Славы II степени.
Указом Президиума Верховного Совета СССР от 10 сентября 1990 года за достижение высоких результатов в производстве, переработке и продаже государству сельскохозяйственной продукции на основе применения прогрессивных технологий и передовых методов организации труда был награждён орденом Трудовой Славы I степени. Стал полным кавалером Ордена Трудовой Славы.
В настоящее время находится на заслуженном отдыхе. Проживает в селе Артельное.
Вместе с супругой Раисой Павловной воспитали троих дочерей. 

## Награды и звания
- Орден Трудовой Славы — I степени (10.09.1990);
- Орден Трудовой Славы — II степени (13.03.1981);
- Орден Трудовой Славы — III степени (14.02.1976).
- Почётный граждан Шебекинского района (24.01.2008).